# Center (contea di Beaver, Pennsylvania)
Center  è una township degli Stati Uniti d'America, nella contea di Beaver nello Stato della Pennsylvania. Secondo il censimento del 2000 la popolazione è di 11.492 abitanti.

## Società

### Evoluzione demografica
La composizione etnica vede una prevalenza della razza bianca (95,87%) seguita da quella afroamericana (2,97%), dati del 2000.
| township di Center Popolazione |        |
| 2000                           | 11.492 |
| Stima al 2009                  | 11.583 |